# Petersen Events Center
The John M. and Gertrude E. Petersen Events Center (plus communément le Petersen Events Center ou The Pete) est une salle omnisports de 12 508 places se trouvant sur le campus de l'Université de Pittsburgh à Pittsburgh en Pennsylvanie.
Elle accueille les équipes féminine et masculine de basket-ball des Pittsburgh Panthers et depuis 2006, c'est aussi le domicile des Pittsburgh Xplosion de la Continental Basketball Association. Pour les concerts, le Center dispose de 9 000 places lors des spectacles en configuration en-stage, et 14 763 en center-stage. 18 suites de luxe, dont cinq courtside luxury suites (la seule salle universitaire avec des courtside suites) et une SuperSuite de 193 sièges se trouve dans l'enceinte du bâtiment.

## Histoire
Le Petersen Events Center a ouvert en 2002 sur une partie du site de l'ancien Pitt Stadium, qui abritait l'équipe de football américain de l'université entre 1925 et 1999. Le programme de basket-ball de Pitt avait pour domicile le Fitzgerald Field House de 6 798 places avant la construction du Petersen Events Center. Le nouveau bâtiment signifie que Pitt n'a plus à jouer certains matchs dans la Mellon Arena, en raison de sa capacité assez grande pour accueillir la foule durant les grandes parties.
Sa première manifestation a été un concert de Counting Crows.

## Événements
- Jeopardy! College Championship, 10-23 novembre 2004
- NCAA Women's Division I Basketball Championship - première et seconde séries, 2007

## Galerie

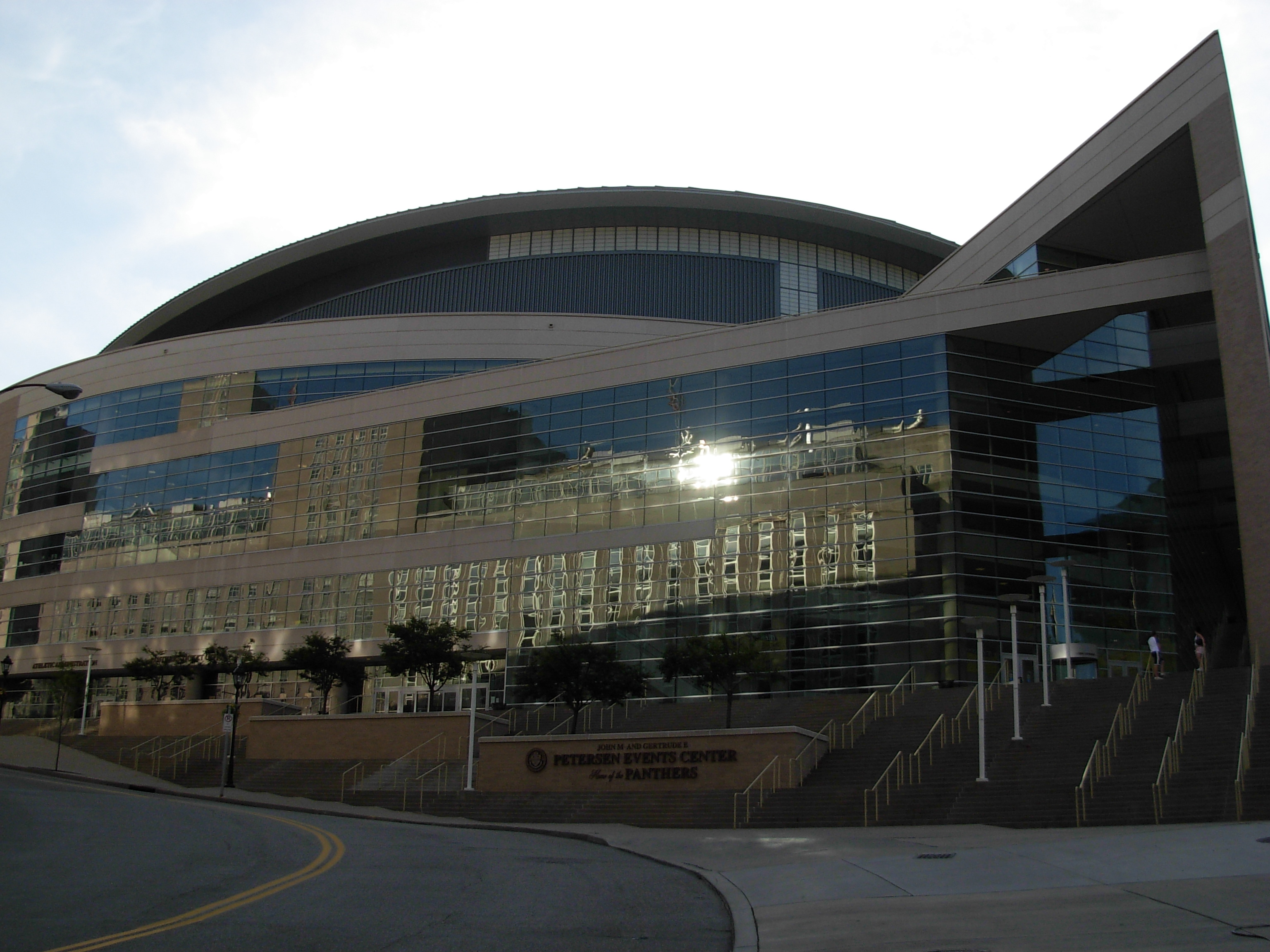
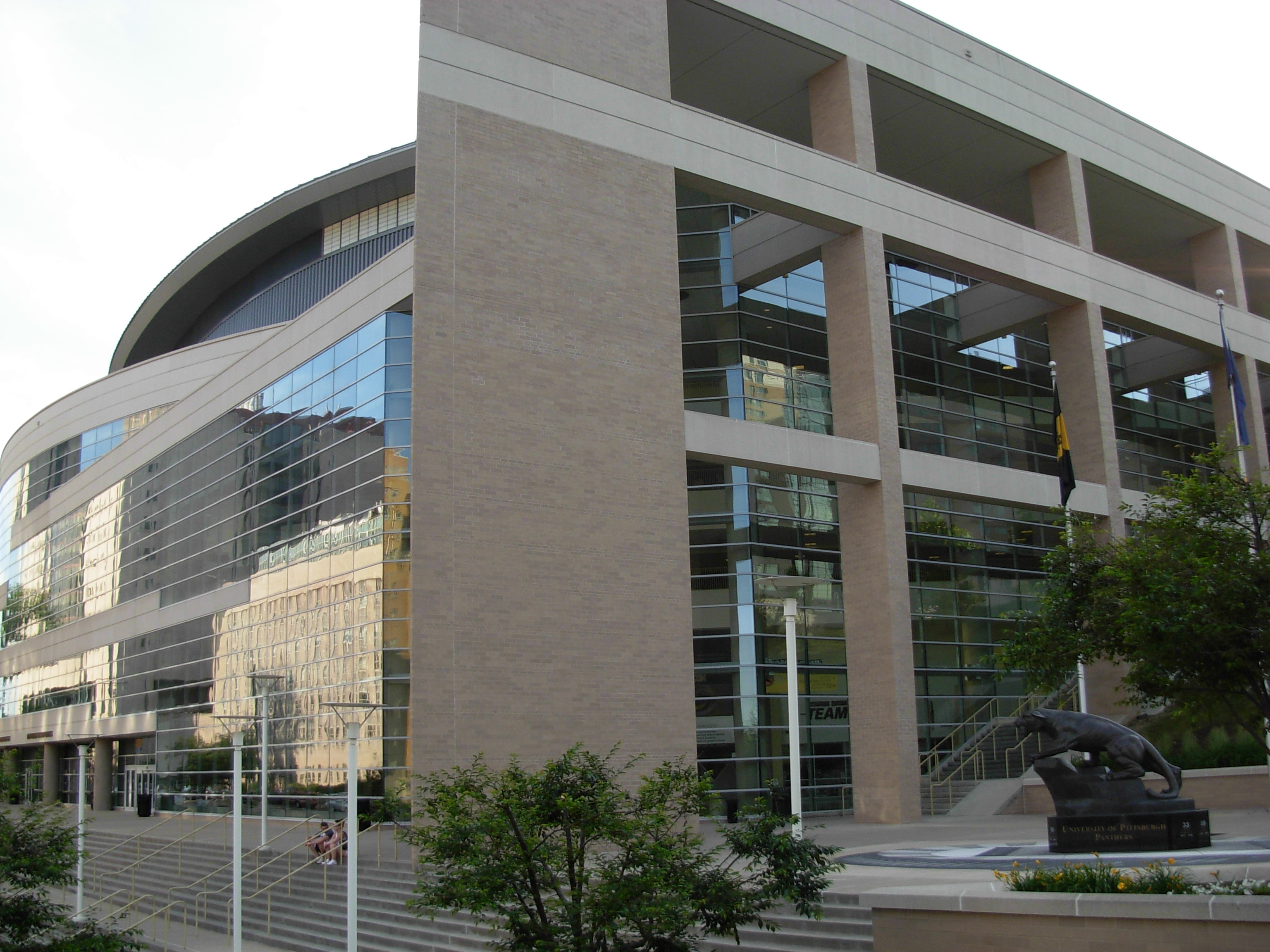